# 129092 Сноудонія
129092 Сноудонія (129092 Snowdonia) — астероїд головного поясу, відкритий 19 листопада 2004 року.
Тіссеранів параметр щодо Юпітера — 3,214.
Названо на честь гори Сноудон в Уельсі та національного парку Сноудонія у Великій Британії, назва якого походить від назви цієї гори.